# Aston Martin DB4
Aston Martin DB4 – model produkowany przez Aston Martin w latach 1958–1963. Otrzymał nową bryłę nadwozia a serce tego samochodu zostało stworzone przez Polaka Tadeusza Marka. Był to bardzo udany samochód. Nowy silnik sprawił, że Aston odnosił liczne sukcesy w rajdach i wyścigach.

## Dane techniczne

### Silnik
- R6 3,7 l (3669 cm³)[1], 2 zawory na cylinder, DOHC
- Układ zasilania: dwa gaźniki SU[1]
- Średnica × skok tłoka: 91,00 mm × 91,00 mm[1]
- Stopień sprężania: 8,25:1
- Moc maksymalna: 220 KM przy 5500 obr./min[1]
- Maksymalny moment obrotowy: 325 N•m przy 4250 obr./min

### Osiągi
- Przyspieszenie 0-100 km/h: 8,5 s
- Przyspieszenie 0-160 km/h: 21,0 s
- Czas przejazdu ¼ mili: 16,1 s
- Prędkość maksymalna: 225 km/h[1]